# Canthidium erythropterum
Canthidium erythropterum är en skalbaggsart som beskrevs av Lucas 1857. Canthidium erythropterum ingår i släktet Canthidium och familjen bladhorningar. Inga underarter finns listade.